# I Speak Because I Can
I Speak Because I Can is het tweede album van de Britse singer-songwriter Laura Marling. Het album kwam op 22 maart 2010 uit via Virgin Records en werd geproduceerd door Ethan Johns. Het album werd voorafgegaan door twee singles: "Goodbye England (Covered in Snow)" in december 2009 en "Devil's Spoke" in maart 2010. In mei werd "Rambling Man" als derde single van het album uitgebracht.
Het album werd erg goed onthaald door de recensenten en haalt volgens Metacritic een gemiddelde score van 81% op een totaal van 21 professionele recensies. I Speak Because I Can werd evenals Marlings debuutalbum Alas I Cannot Swim genomineerd voor de Mercury Music Prize. De Britse krant The Guardian plaatste het album op de achtste plaats in hun lijstje van beste albums van 2010.

## Tracklist
1. "Devil's Spoke" – 3:40
2. "Made by Maid" – 2:51
3. "Rambling Man" – 3:16
4. "Blackberry Stone" – 3:28
5. "Alpha Shallows" – 3:42
6. "Goodbye England (Covered in Snow)" – 3:45
7. "Hope in the Air" – 4:32
8. "What He Wrote" – 4:07
9. "Darkness Descends" – 3:40
10. "I Speak Because I Can" – 3:59
11. "Nature of Dust" – 1:29 (iTunes bonus track)